# Station Aarlen
Station Aarlen is een spoorwegstation langs spoorlijn 162 (Namen - Aarlen - Luxemburg) in de stad Aarlen in de Belgische provincie Luxemburg, aan de zuidrand van de stadskern.
In 1858, bij de openstelling van de spoorlijn tussen Brussel en Luxemburg, werd in Aarlen een tijdelijk station gebouwd.
In 1884 werd begonnen met de bouw van het huidige station, naar plannen van architect Vande Wyngaert, die ook de plannen voor het gerechtsgebouw in Neufchâteau ontwierp. In 1885 werd het nieuwe stationsgebouw ingehuldigd. Het is gebouwd in eclectische stijl in Lotharingse kalksteen op een onderbouw van blauwe steen. Het monumentale gebouw bestaat uit een hoofdgebouw dat via twee grote gaanderijen is verbonden met de buitenste "paviljoenen". Het hele gebouw is rijkelijk voorzien van sculpturen, en heeft een mansardedak.
Op perron 1 staat een metalen luifel, die tegen het stationsgebouw aanleunt.

## Galerij

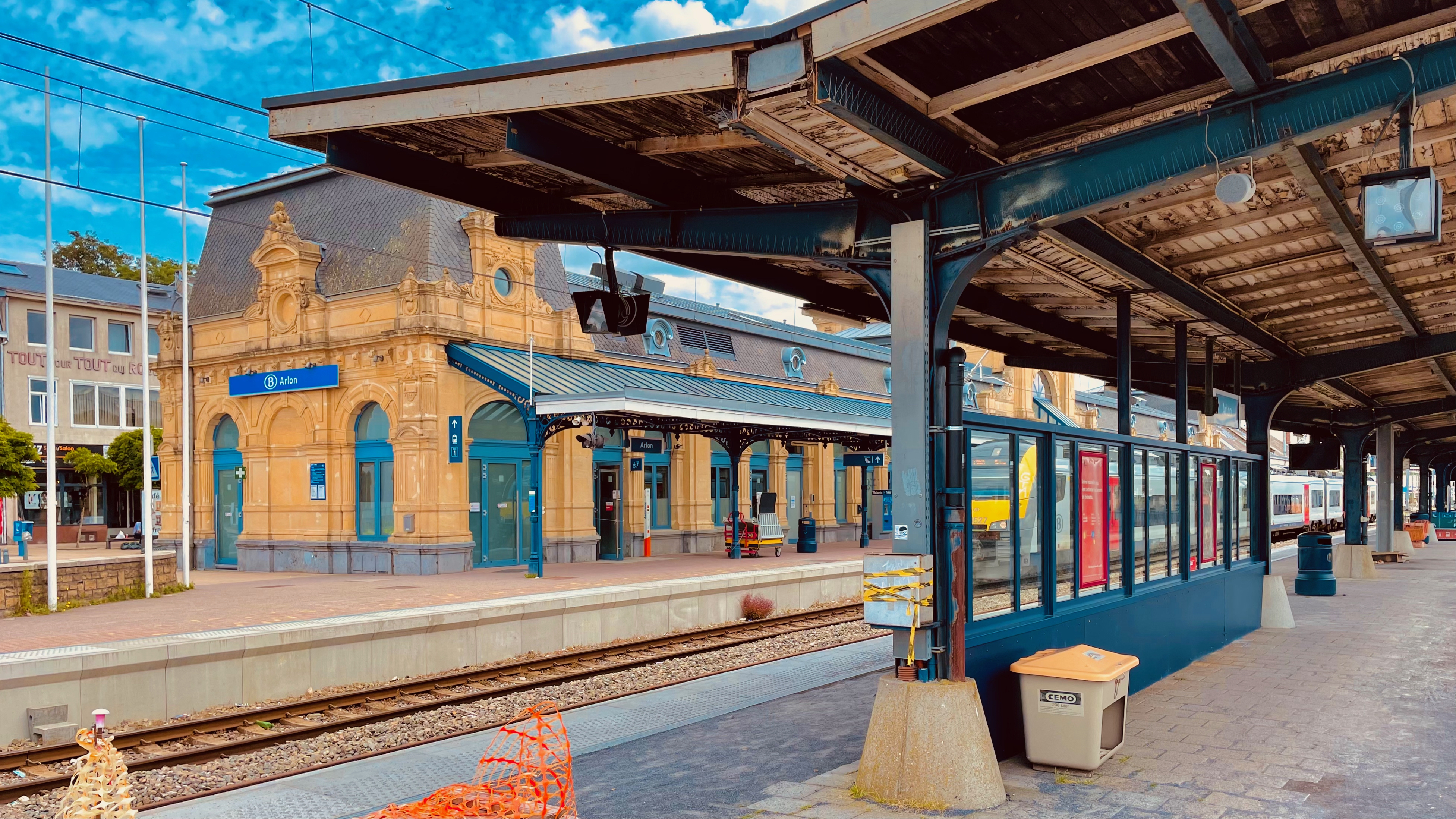
Zicht op het perron
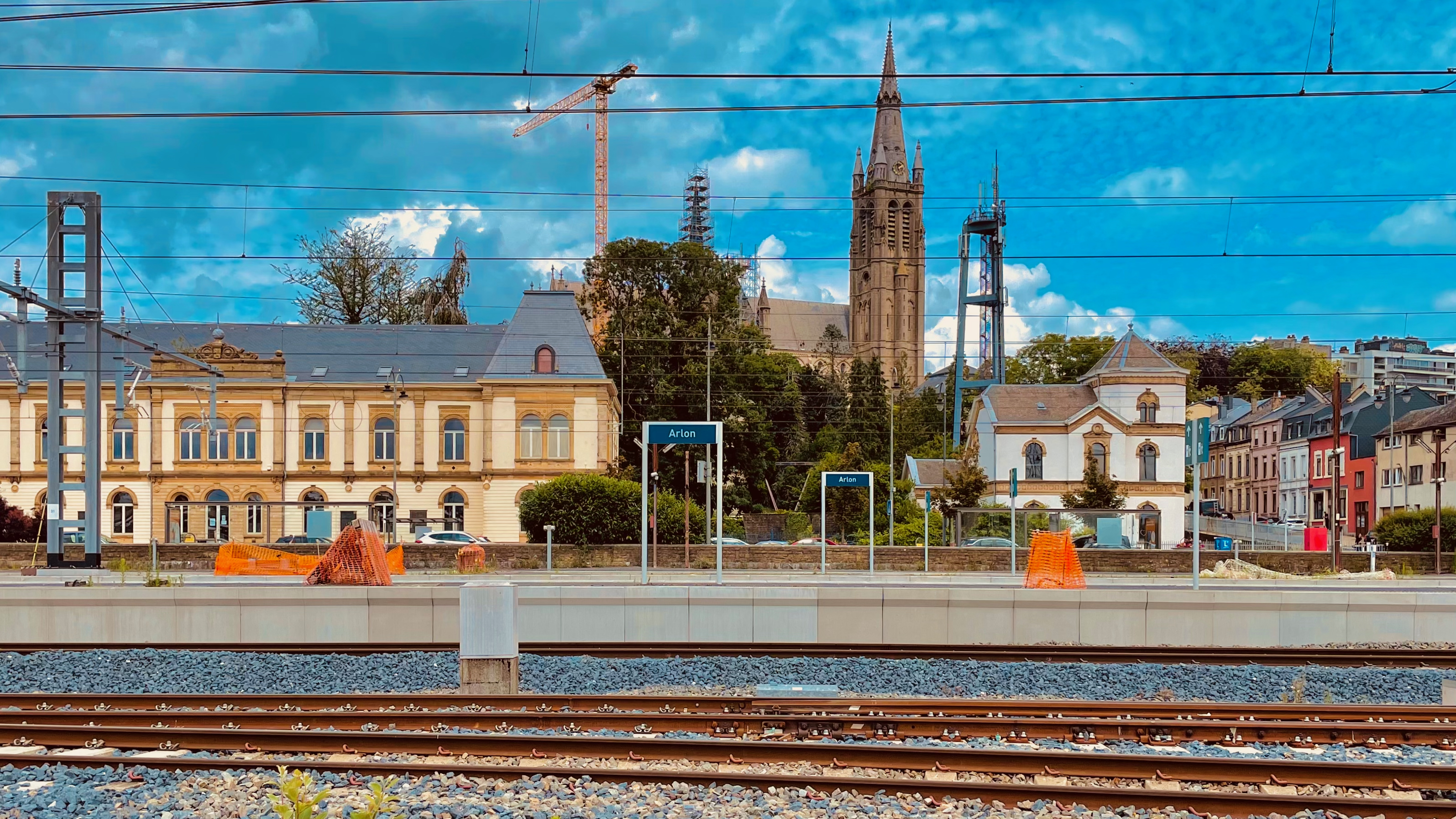
Plaatsnaambord
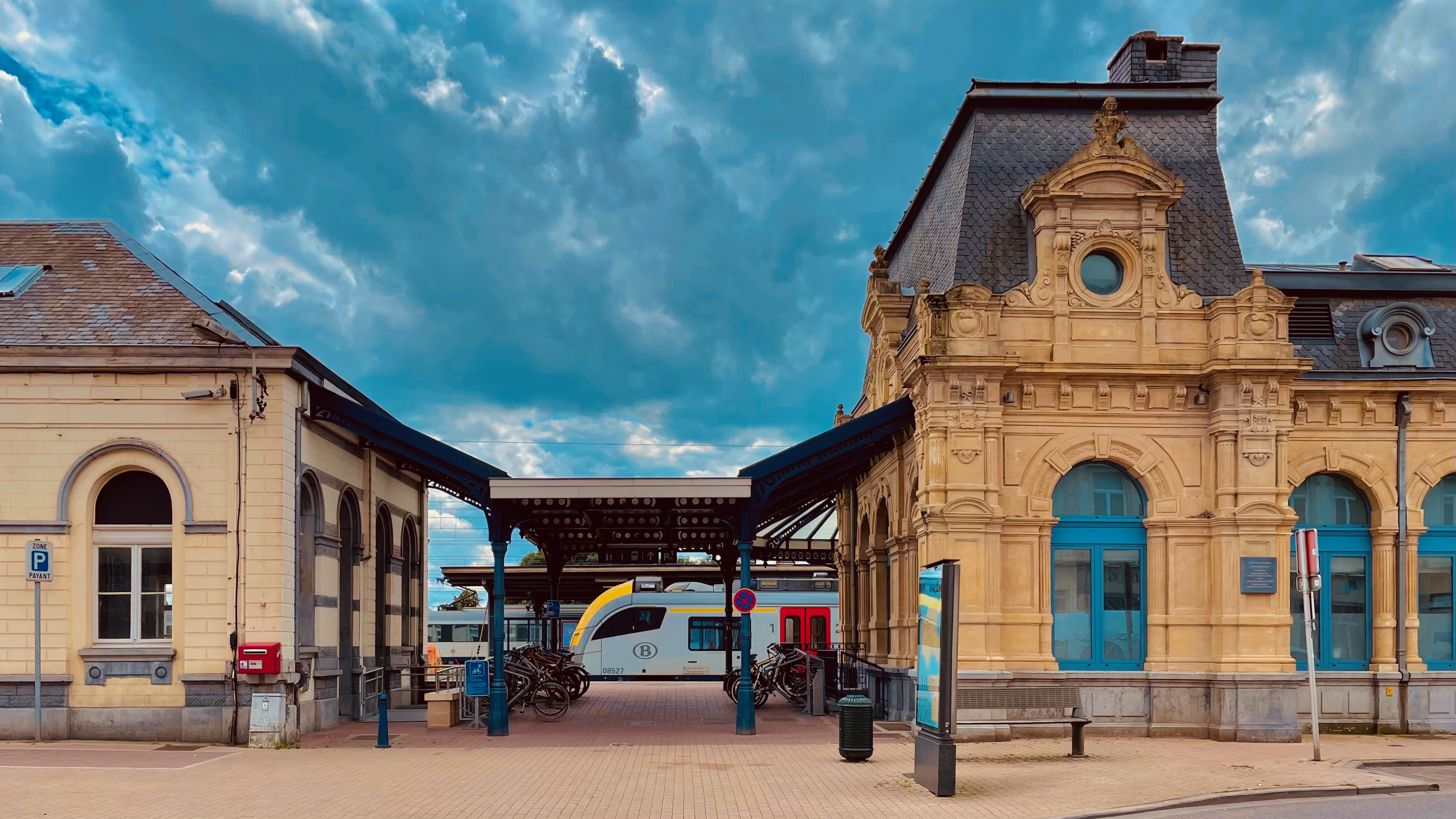
Doorgang naar het perron
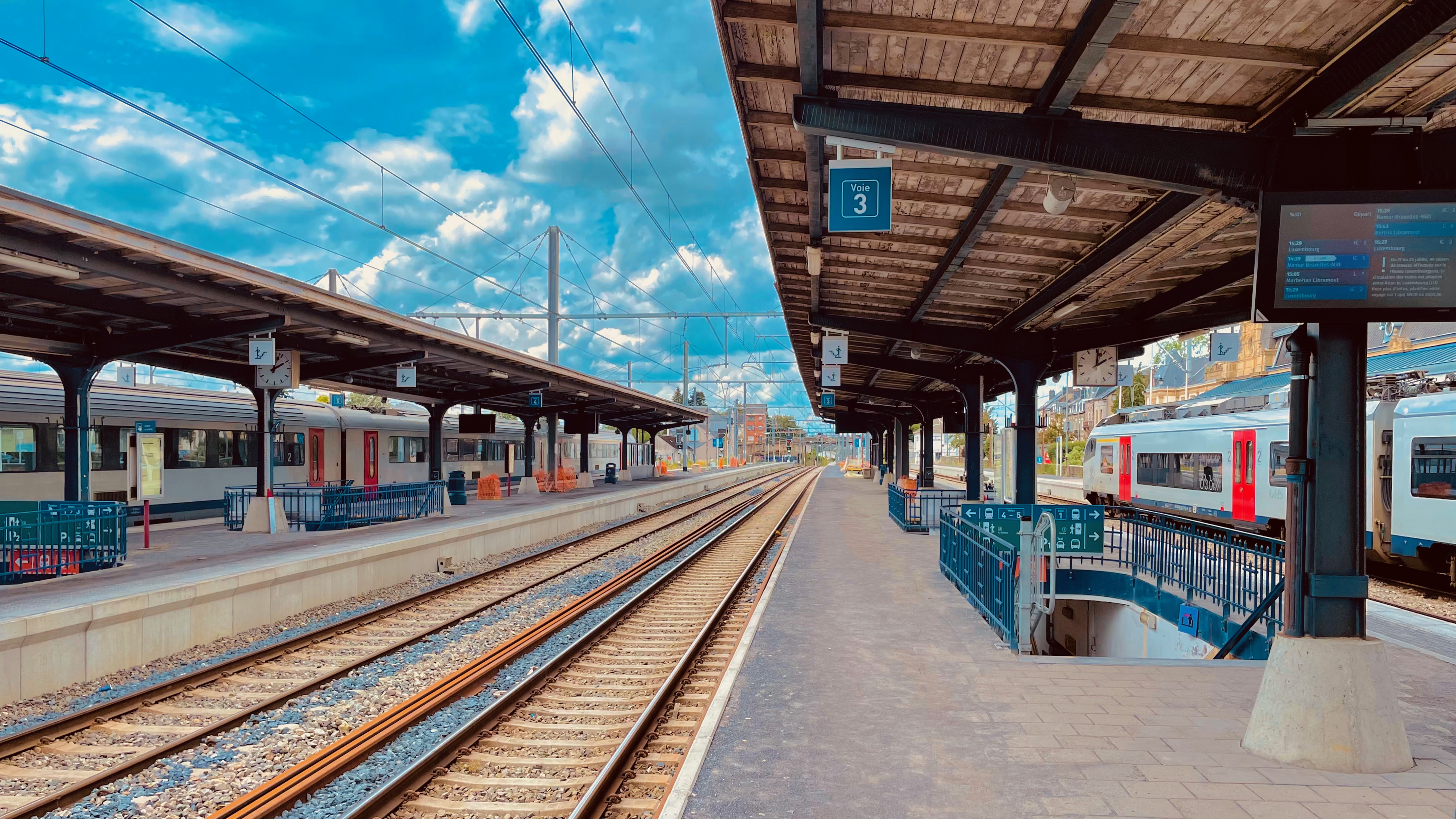
De perrons
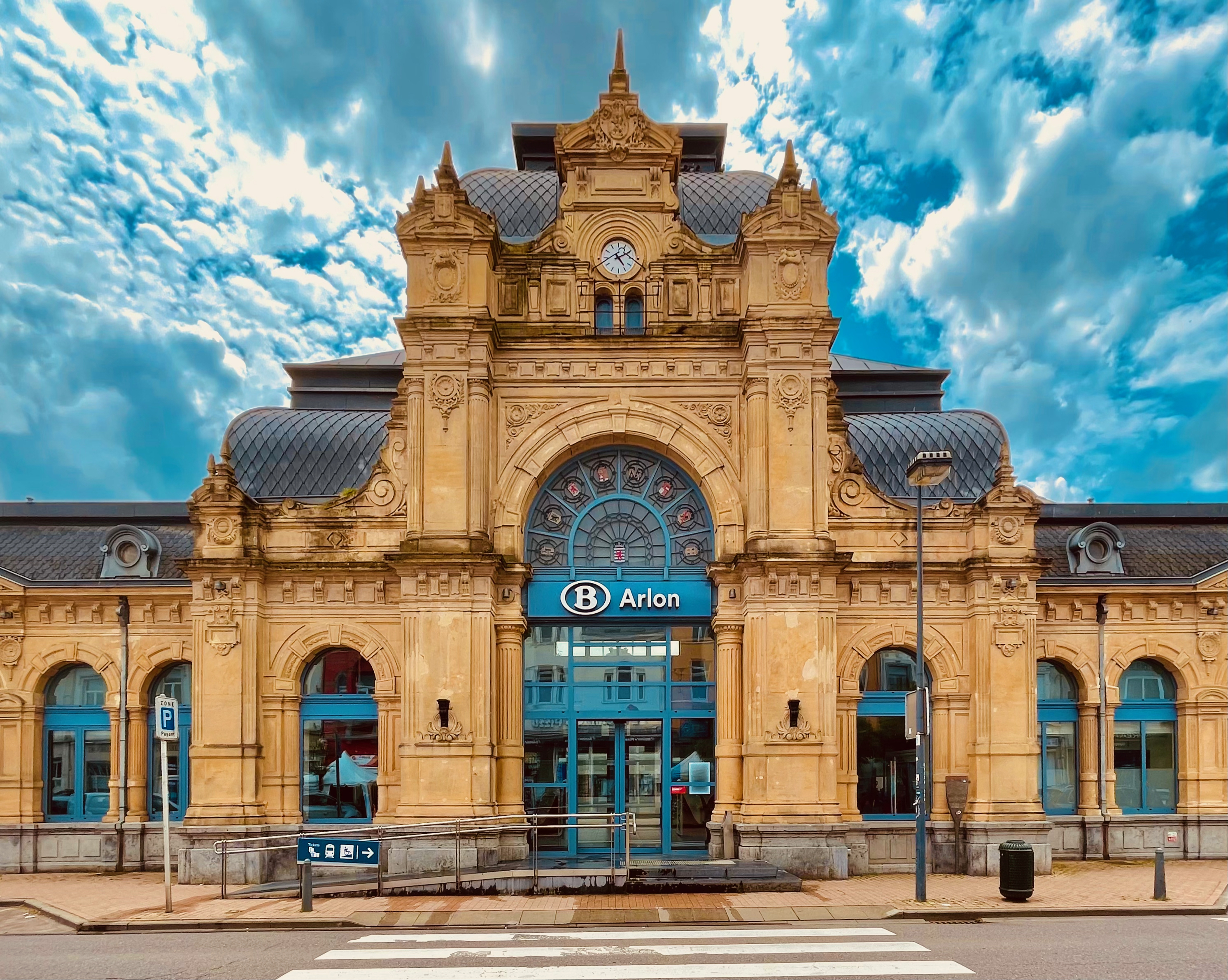
Het stationsgebouw

## Treindienst
| Serie              | Treinsoort           | Route                                                                                               | Bijzonderheden                                                           |
| ------------------ | -------------------- | --------------------------------------------------------------------------------------------------- | ------------------------------------------------------------------------ |
| IC 16              | Intercity (NMBS/CFL) | Brussel-Zuid – Namen – Aarlen – Luxemburg                                                           |                                                                          |
| IC 34              | Intercity (NMBS/CFL) | Aarlen – Luxemburg                                                                                  | Rijdt alleen op werkdagen.                                               |
| L 5800RB 5800      | L-trein (NMBS / CFL) | Aarlen – Luxemburg                                                                                  | Rijdt niet in het weekend.                                               |
| L 5850             | L-trein (NMBS)       | Aarlen – Marbehan – Libramont                                                                       | Rijdt in het weekend 1x/2 uur.                                           |
| L 5950             | L-trein (NMBS)       | Libramont – Bertrix – Virton – Aarlen                                                               |                                                                          |
| P 7620/8620RE 8600 | Piekuurtrein (NMBS)  | [ Luxemburg – Virton ] / [ [ Aarlen – Virton – ] / [ Dinant – ] Libramont – [ Ciney ] ]             | Een rechtstreekse trein Aarlen - Libramont. Een trein Libramont - Ciney. |
| P 7655RE 7650      | Piekuurtrein (NMBS)  | Aarlen – Luxemburg                                                                                  | Rijdt alleen op werkdagen.                                               |
| P 7665/7665        | Piekuurtrein (NMBS)  | Libramont – [ Virton – ] / [ Marbehan – ] Aarlen                                                    | Rijdt alleen op werkdagen.                                               |
| P 7675/8675RE 8650 | Piekuurtrein (NMBS)  | [ Luxemburg – ] / [ Libramont – ] Aarlen                                                            | Rijdt alleen op werkdagen. Een trein Libramont - Aarlen.                 |
| P 7680/8680RE 8650 | Piekuurtrein (NMBS)  | [ Bertrix – Dinant ] / [ Libramont – [ Virton – ] / [ Marbehan – ] Aarlen ] / [ Athus – Luxemburg ] | Een trein Aarlen - Virton - Libramont. Een trein Athus - Luxemburg.      |

## Reizigerstellingen
De grafiek en tabel geven het gemiddeld aantal instappende reizigers weer op een week-, zater- en zondag.
| Tabel: aantal instappende reizigers station Arlon | Tabel: aantal instappende reizigers station Arlon | Tabel: aantal instappende reizigers station Arlon | Tabel: aantal instappende reizigers station Arlon |
|                                                   | Weekdag                                           | Zaterdag                                          | Zondag                                            |
| ------------------------------------------------- | ------------------------------------------------- | ------------------------------------------------- | ------------------------------------------------- |
| 1977                                              | 1 991                                             | 614                                               | 987                                               |
| 1978                                              | 1 660                                             | 527                                               | 700                                               |
| 1979                                              | 1 635                                             | 528                                               | 830                                               |
| 1980                                              | 2 051                                             | 647                                               | 1 102                                             |
| 1981                                              | 1 903                                             | 739                                               | 1 038                                             |
| 1982                                              | 2 111                                             | 858                                               | 1 012                                             |
| 1983                                              | 1 879                                             | 676                                               | 1 002                                             |
| 1984                                              | 1 735                                             | 595                                               | 1 389                                             |
| 1985                                              | 1 502                                             | 614                                               | 1 098                                             |
| 1986                                              | 1 717                                             | 644                                               | 1 318                                             |
| 1987                                              | 1 590                                             | 614                                               | 1 206                                             |
| 1988                                              | 1 935                                             | 1 099                                             | 1 500                                             |
| 1989                                              | 1 728                                             | 700                                               | 1 734                                             |
| 1990                                              | 1 494                                             | 653                                               | 1 357                                             |
| 1991                                              | 1 830                                             | 639                                               | 1 573                                             |
| 1992                                              | 1 741                                             | 531                                               | 1 590                                             |
| 1993                                              | 1 638                                             | 636                                               | 1 148                                             |
| 1994                                              | 1 991                                             | 783                                               | 1 273                                             |
| 1995                                              | 2 220                                             | 807                                               | 1 294                                             |
| 1996                                              | 2 519                                             | 896                                               | 1 252                                             |
| 1997                                              | 2 185                                             | 755                                               | 1 575                                             |
| 1998                                              | 2 317                                             | 716                                               | 1 275                                             |
| 1999                                              | 2 065                                             | 700                                               | 1 454                                             |
| 2000                                              | 2 391                                             | 671                                               | 1 462                                             |
| 2001                                              | 2 006                                             | 718                                               | 1 594                                             |
| 2002                                              | 2 250                                             | 780                                               | 1 508                                             |
| 2003                                              | 2 411                                             | 777                                               | 1 510                                             |
| 2004                                              | 2 392                                             | 758                                               | 1 643                                             |
| 2005                                              | 2 526                                             | 914                                               | 1 672                                             |
| 2006                                              | 2 554                                             | 945                                               | 1 718                                             |
| 2007                                              | 3 356                                             | 675                                               | 1 665                                             |
| 2008                                              | -                                                 | -                                                 | -                                                 |
| 2009                                              | 2 848                                             | 695                                               | 1 559                                             |
| 2010                                              | -                                                 | -                                                 | -                                                 |
| 2011                                              | -                                                 | -                                                 | -                                                 |
| 2012                                              | 3 695                                             | 843                                               | 1 842                                             |
| 2013                                              | 4 100                                             | 851                                               | 1 830                                             |
| 2014                                              | 3 808                                             | 1 057                                             | 1 935                                             |
| 2015                                              | 4 116                                             | 1 003                                             | 1 923                                             |
| 2016                                              | 3 997                                             | 868                                               | 2 215                                             |
| 2017                                              | 3 573                                             | 1 041                                             | 2 313                                             |
| 2018                                              | 4 769                                             | 1 517                                             | 2 481                                             |
| 2019                                              | 5 476                                             | 1 331                                             | 3 075                                             |
| 2020                                              | 2 269                                             | 690                                               | 2 032                                             |
| 2021                                              | -                                                 | -                                                 | -                                                 |
| 2022                                              | 4 345                                             | 1 214                                             | 3 331                                             |
| 2023                                              | 5 294                                             | 1 441                                             | 3 285                                             |
| 2024                                              | 5 326                                             | 2 258                                             | 4 219                                             |

0,0: Namen ·
2,1: Jambes-Oost ·
5,0: Dave-Saint-Martin ·
7,8: Naninne ·
10,9: Sart-Bernard ·
14,0: Courrière ·
16,7: Assesse ·
18,3: Florée ·
20,5: Natoye ·
26,4: Braibant ·
29,0: Ciney ·
32,0: Leignon ·
32,9: Chapois ·
39,1: Haversin ·
45,8: Hogne ·
48,9: Aye ·
51,2: Marloie ·
57,6: Rochefort-Jemelle ·
60,0: Forrières ·
62,8: Lesterny ·
65,9: Grupont ·
72,1: Mirwart ·
76,2: Poix-Saint-Hubert ·
80,0: Hatrival ·
89,7: Libramont ·
94,8: Verlaine ·
98,5: Neufchâteau ·
100,4: Hamipré ·
105,0: Cousteumont ·
107,1: Lavaux ·
111,1: Mellier ·
114,8: Marbehan ·
115,9: Rulles ·
118,5: Houdemont ·
121,6: Habay ·
125,8: Hachy ·
128,0: Fouches ·
132,7: Stockem ·
134,0: Viville ·
135,8: Aarlen ·
137,6: Weyler ·
140,3: Autelbas ·
142,6: Barnich ·
145,5: Sterpenich